# Bredia yunnanensis
Bredia yunnanensis là một loài thực vật có hoa trong họ Mua. Loài này được (H. Lév.) Diels mô tả khoa học đầu tiên năm 1933.